# McHenry Venaani
McHenry Venaani, né le 8 septembre 1977 à Windhoek, est un homme politique namibien. Il est président du Mouvement démocratique populaire et député de 2002 à 2010, en 2014 et depuis 2015.

## Biographie

### Jeunesse et formation
McHenry Venaani s'inscrit en 1995 au lycée Dawid Bezuidenhout (en) à Khomasdal (en). Il est titulaire d'un diplôme en droit des affaires du Classic College en 1997, ainsi que deux diplômes du Holborn College, au Royaume-Uni, le premier en droit constitutionnel en 1999 et le second en droit du commerce international en 2002.

### Carrière
En 2002, il devient le plus jeune député de Namibie.
Considéré comme une étoile montante de l'Alliance démocratique de la Turnhalle (DTA), Venaani se présente à la tête du parti en 2005 contre Katuutire Kaura mais perd l'élection ainsi que son poste de secrétaire général du parti. En novembre 2008, il retrouve son poste de secrétaire général, battant alors son concurrent Alois Gende avec 111 voix contre 35.
Venaani s'inscrit sur la liste de candidats de la DTA avant les Élections générales de 2009, mais il n'est pas réélu Lors de la réunion du comité central électif de la DTA en 2013, Venaani défait Kaura par une marge de 96 contre 52 et assume la présidence du parti. Lorsque Kaura est expulsé de la DTA en février 2014, Venaani reprend son siège au Parlement, mais une action en justice intentée par Kaura quelques jours après la décision n'est pas contestée par la DTA, et il est réintégré à la fois en tant que parlementaire et membre du parti. Venaani retrouve un siège au Parlement en mars 2015 après les élections de 2014 en tant que tête de liste de la DTA.
Le 4 novembre 2017, la DTA est rebaptisée Mouvement démocratique populaire sur proposition de Venaani, afin de faciliter la modernisation du parti et le débarrasser de son nom « colonial ».
En 2018, Venaani annonce que l'université du Commonwealth de Londres lui avait décerné un doctorat en droit (LL.D.) honoris causa « pour son service, son altruisme et d'autres contributions exceptionnelles en tant que chef de l'opposition officielle namibienne au parlement » Quelques jours plus tard, l'institution et le professeur à l'origine de cette distinction se révèlent être des faux. Frederico Links, un chercheur de l'Institut namibien de recherche sur les politiques publiques, remet donc en question « la sagesse et la maturité de l'éthique politique » de Venaani.
Lors de l'élection présidentielle de novembre 2019, Venaani se présente comme candidat présidentiel du parti d'opposition le plus puissant. Il recueille 5,3 % du vote populaire, se plaçant en troisième position derrière Hage Geingob et Panduleni Itula. Son parti obtient cependant un très bon résultat aux élections législatives et remporte 16 sièges à l'Assemblée nationale, soit 11 de plus que lors des élections précédentes .
En janvier 2023, il est l'un des trois candidats à l'élection du chef suprême de l'autorité traditionnelle Ovaherero contre Hoze Riruako et Mike Kavekotora.
En 2024, il est de nouveau candidat à l'élection présidentielle où il obtient 4,97 % des voix. 

## Prises de positions
Venaani s'est prononcé contre la corruption, argumentant que la corruption est « une hydre monstrueuse qui ronge l'âme de la nation namibienne et dégrade sa dignité » et s'est engagé à se concentrer sur la lutte contre la corruption s'il était élu président de la Namibie.
En 2013, Venaani a appelé à plus d'acceptation et de progrès pour les droits LGBT en Namibie.

## Vie privée
Il est marié à Cloudina Venaani depuis 2005 et a deux enfants. Sa femme est une spécialiste des sciences sociales qui a travaillé pour les Nations unies. Elle est désormais responsable du programme soutenu par le Fonds mondial en faveur des adolescentes et des jeunes femmes (AGYW).
Son père, Mike Venaani est également un homme politique namibien influent.